# Hel
En la mitologia norrena, Hel és la dea de la mort, filla del déu Loki i la gýgr Angrboda i, per tant, germana del Fenrisúlfr o llop Fenrir i el drac còsmic Jǫrmungandr o Miðgarðsormr.
Regna sobre els nou mons (norrè occidental antic: níu heimar) del reialme homònim de Hel -el més profund dels nou inframons és Niflhel-, amb el seu servent Ganglati i la seva serventa Ganglǫt, tots dos silenciosos i de lents moviments. Dins el regne de Hel, la dea Hel habita en un palau conegut amb el nom d'Éljúðnir, el llindar del qual es diu Fallanda forað.
Es diu que era una noia molt bonica, però la part inferior del seu cos estava en descomposició. Snorri conta que tenia mig cos de color negre (d'aquí l'expressió norrena blár sem Hel), i mig del color normal de la pell.
Etimològicament parlant, el mot deriva del germànic * xaljō, de l'arrel germànica *√xεl- 'tapar, cobrir; amagar' (que també és llatina: la tenim, per exemple, en el mot celar). Està molt estesa l'opinió que * xaljō no designava originàriament el món dels morts o la dea de la mort homònima, sinó la gran cambra mortuòria del * xlaiwaz o túmul funerari germànic. El mot està emparentat amb el gaèlic cuilidh 'celler, lloc secret, tresor', cuile "apartament on es guarden les botigues", i irlandès antic cuile fínda "celler de vi". Per als mots gaèlics, vegeu Alexander MacBain, An Etymological Dictionary of the Gaelic Language. Dins: http://www.ceantar.org/Dicts/MB2/index.html. És una qüestió molt controvertida si la misteriosa Gnipahellir s'ha d'identificar globalment amb el regne de Hel o si només és un dels nou inframons de què aquest consta.